# Z!GOR
Almási Igor (Ukrajna, Sztrij, 1994. november 10.), művésznevén Z!GOR ukrán származású, magyar zongoraművész, zeneszerző, a Dal-Horizont alapítója, a Befutó - Zenei Tehetségkutatóalapító és a KlipPódium - Videoklip Verseny megalkotója, főszervezője.

## Élete
2017-től szólista karrierbe kezdett, majd 2018 áprilisában megjelent első albuma, "Changes" címen, amely 10 saját szerzeményt tartalmaz, és amelyet teljes egészében zeneszerzőként jegyzett. Saját művein jól érezhetőek a klasszikus zenei tanulmányokkal eltöltött évek, ugyanakkor felfedezhető benne a mai kor filmzenei, new age behatása is, amely modern hangzást kölcsönöz a daloknak. 2018-ban elnyerte az Éter fesztivál "legjobb billentyűse" díjat.
2020-ban megalapította a Dal-Horizontot, mely a magyar zenészek/zenekarok karrierjét hivatott fellendíteni zenei promóciókkal/reklámkampányokkal.
2021-től a The Dreamcatchers zenekar billentyűse lett, ahol a tagok közös munkájával popdalok készülnek a zongora szerzeményeire alapozva.

## Díjak
- Az “Éter Fesztivál legjobb billentyűse" különdíj (2018)
- SOTE Tavaszi Fesztivál: III. helyezett (2018)

## Diszkográfia

### Albumok
| Év   | Album információ                                    | Legmagasabb helyezés                   | Minősítés |
| Év   | Album információ                                    | MAHASZ Top 40 album- és válogatáslemez | Minősítés |
| ---- | --------------------------------------------------- | -------------------------------------- | --------- |
| 2018 | Changes - Megjelent: 2018 - Master: Marton Szabolcs | —                                      |           |

### Kislemezek
| Év   | Album információ                                                                            | Legmagasabb helyezés                   | Minősítés |
| Év   | Album információ                                                                            | MAHASZ Top 40 album- és válogatáslemez | Minősítés |
| ---- | ------------------------------------------------------------------------------------------- | -------------------------------------- | --------- |
| 2018 | Brood EP - Megjelent: 2018 március - Master: Marton Szabolcs                                | —                                      |           |
| 2018 | Cloud EP - Megjelent: 2018 április - Master: Marton Szabolcs                                | —                                      |           |
| 2024 | Game of Thrones (Main Title) EP - Megjelent: 2024 március - Master: Almási Igor             | —                                      |           |
| 2024 | The Gold Man - Megjelent: 2024 április - Felvétel & Master: Karakai Máté (Supersize Stúdió) | —                                      |           |

## Videográfia

### Klipek
| Év   | Videó         | Készítették                                                                                   |
| ---- | ------------- | --------------------------------------------------------------------------------------------- |
| 2018 | Z!GOR - Brood | - Rendező, operatőr, vágó: Bilibók Botond - Világosító, rendező asszisztens: Marosvölgyi Előd |

| Év   | Videó         | Készítették                                                         |
| ---- | ------------- | ------------------------------------------------------------------- |
| 2018 | Z!GOR - Cloud | - Rendező: Almási Igor - Operatőr, vágó: Berky Bence & Berky Balázs |

| Év   | Videó            | Készítették                                                   |
| ---- | ---------------- | ------------------------------------------------------------- |
| 2018 | Z!GOR - Pressure | - Rendező: Almási Igor & Almási Volodimir - Vágó: Almási Igor |

| Év   | Videó                   | Készítették |
| ---- | ----------------------- | --- |
| 2019 | Z!GOR - Game Of Thrones | - Rendező, operatőr, vágó: Bilibók Botond - Master: Milkovics Mátyás - Haj: Bódis Szilvia - Külön köszönet: Lipták Klaudia, Lipták Sándor |